# Greppelmelkzwam
De greppelmelkzwam (Lactarius lacunarum) is een schimmel die behoort tot de familie Russulaceae. Hij groeit op vochtige plaatsen, zoals greppels en slootkanten, op zand-, veen- en kleigrond, bij loof- of naaldbomen. Hij staat meestal bij berk, populier, wilg en eik.

## Kenmerken

### Uiterlijke kenmerken
Hoed
De hoed is 2 tot 5 (7) cm in doorsnede, plat convex als ze jong zijn, maar al snel spreidend en ingedrukt in het midden. Oude vruchtlichamen zijn bijna als een trechter verdiept en vaak golvend aan de hoedrand. Het matte oppervlak is glad tot fijnkorrelig en licht hygrofaan. De hoed lijkt donker roodbruin als hij nat is en vervaagt oranjebruin als hij droog is. De dunne rand is aanvankelijk glad en later min of meer gegroefd.
Lamellen
De lamellen zijn op jonge leeftijd bleek crèmekleurig en worden later steeds roodachtig-oker, soms zijn ze gelig verkleurd door melkpoederdruppels. De lamellen zijn breed aan de steel aangehecht of lopen een beetje af. Ze zijn slechts dun gevorkt en hun randen zijn glad.
Steel
De cilindrische en vrij korte steel is 2-5 (6) cm lang en 0,4-0,8 (1) cm breed. Als hij jong is, is hij vol van binnen, maar hij wordt al snel hol. Het oppervlak is glad tot zwak netvormig en heeft een rijke oranjebruine kleur. Naarmate het ouder wordt, wordt het vanaf de basis roodbruin.
Vlees
Het vruchtvlees is crème van kleur en vaak getint met een vage roze, vergeling als het droogt en een paar minuten na het snijden. 
Geur en smaak
Het ruikt licht fruitig en smaakt mild tot scherp. De melk is wit en verkleurt nauwelijks op een witte doek, maar droogt lichtgeel op in verband met het vruchtvlees en smaakt mild tot bitter.
Sporenprint
De sporenprint is crèmegeel. 

### Microscopische kenmerken
De sporen zijn elliptisch met een grootte van 7-9 × 5,5-6,5 µm. Aan de oppervlakte hebben ze grote wratten die verbonden zijn met dunne verbindingen die een bijna volledig netwerk vormen. De basidia zijn 40-45 × 8-10 µm. Spindelvormige cystidia hebben een grootte van 45-56 × 5-7,5 µm.

## Verspreiding

Europees verspreidingsgebied

De greppelmelkzwam komt voor in Noord-Azië (Siberië), Noord-Afrika (Marokko), Noord-Amerika (Mexico) en Europa. In West-Europa komt de soort voor in Frankrijk, Nederland, het Verenigd Koninkrijk en IJsland. In het Verenigd Koninkrijk komt hij vooral voor in Noord-Ierland en Schotland, maar is hij ook niet ongewoon in South Hampshire (Engeland). Ook in Nederland komt de schimmel vrij veel voor. Hij komt waarschijnlijk ook voor in heel Centraal-Europa, maar is hier zeer verspreid tot zeldzaam. Iets meer algemeen dan in Centraal-Europa wordt hij gevonden in het zuiden van Noord-Europa (Denemarken, Noorwegen, Zweden), maar is afwezig in heel het noorden van Fennoscandinavië. In Estland zou deze melkzwam op bepaalde plaatsen vrij algemeen voorkomen.

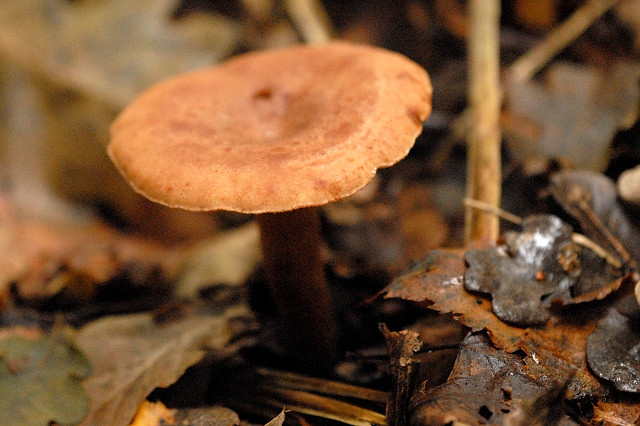
Greppelmelkzwam